# Людина-мікросхема
«Людина-мікросхема» (англ. Circuitry Man) — американський постапокаліптичний науково-фантастичний фільм 1990 року режисера Стівена Лові з Джимом Метцлером, Даною Вілер-Ніколсон і Верноном Уеллсом у головних ролях. У 1994 році було випущено продовження: «Людина-мікросхема 2».

## Синопсис
У постапокаліптичному майбутньому забруднення вбило природний світ, і населення змушене жити під землею. Жінка намагається провезти валізу контрабандних чипів з Лос-Анджелеса до підземних решток Нью-Йорка, вислизаючи від поліції та гангстерів. По дорозі їй допомагає романтичний біомеханічний андроїд «Ромео», а також переслідує Плаґхед — лиходій, що вміє проникати у свідомість людей.

## Акторський склад
| Актор               | Роль           |
| ------------------- | -------------- |
| Джим Метцлер        | Деннер "Ромео" |
| Дана Вілер-Ніколсон | Лорі           |
| Вернон Веллс        | Плаґхед        |
| Денніс Крістофер    | "Leech"        |
| Барбара Елін Вудс   | Йо-Йо          |
| Лу Леонард          | Джус           |

## Виробництво
Фільм знято за мотивами студентського фільму Стівена Лові, знятого ним під час навчання в UCLA. Зйомки розпочалися в липні 1989 року і проходили в Лос-Анджелесі та Долині Антилоп, Каліфорнія.

## Відгуки
Кевін Томас з Los Angeles Times назвав його «нічим іншим, як похідним», але «незмінно самобутнім і смішним». У The Psychotronic Video Guide Майкл Велдон описав його як «розумну, іноді смішну, добре зроблену науково-фантастичну пригоду», яка є більш цікавою, ніж «Залізо» або «Згадати все», два науково-фантастичні фільми, які вийшли того ж року. Автор Tech Noir Пол Міхан, обговорюючи тех-нуар у науковій фантастиці, писав, що фільм намагається подолати низький бюджет безпідставним насильством, але при цьому назвав Велкса «незабутнім мерзотником».